# Tommaso Poggini
Tommaso Poggini (San Piero a Sieve, 1709 – San Piero a Sieve, 1781) è stato un presbitero e scrittore italiano.

## Biografia
Parroco della Chiesa di San Cristofano  a  Firenze, in seguito pievano della Pieve di San Pietro.
Fra i dotti nativi od oriundi del San Piero a Sieve merita onorevole menzione il Dott. Tommaso Poggini che nel secolo XVIII fu anco  pievano di cotesta chiesa
Le sue opere sono dei manoscritti a carattere religioso. Fu ammirato da Giuseppe Maria Brocchi, da Giovanni Lami  e da Francesco Redi  e fu tenuto in cara amicizia dal granduca di Toscana Pietro Leopoldo e da Benedetto XIV
Alla sua morte fu pronunciata l'orazione funebre che si trova nel libro: Orazione funebre in morte del molto rev. ed eccellentiss. sig. dott. Tommaso Poggini pievano di San Piero a Sieve recitata… dal dottor Carlo Guidotti pievano di S. Agata in Mugello .  Firenze, Stamperia Moücke, [s.d.]. In 8°, pp. 27.